# Kostel svatého Martina (Bošilec)
Kostel svatého Martina v Bošilci je kulturní památka České republiky a farní kostel římskokatolické farnosti Bošilec.  Tato kulturní památka je součástí vesnické památkové zóny Bošilec. Součástí této kulturní památky je též stará část hřbitova obehnaná ohradní zdí, márnice, brána a branka. Novodobá část ohradní zdi není předmětem památkové ochrany.

## Historie
Kostel pochází ze 14. století. Gotické portály kostela pochází z konce tohoto století. V roce 1493 byl kostel nově vysvěcen. V roce 1703 byl kostel opraven. Původní dřevěná zvonice byla v roce 1836 nahrazena zděnou věží.

## Zařízení kostela
Hlavní oltář pochází z  roku 1707; je dílem třeboňského truhláře Jana Krebse.
V 18. století byla do interiéru kostela umístěna rokoková kazatelna, která má podobu mohutné velryby. Byla sem v roce 1786 přenesena ze zrušeného kostela sv. Barbory u Třeboně. V Česku se kazatelny obdobného provedení kromě Bošilce dochovaly pouze v kostele sv. Jakuba v Kratonohách a kostele Narození Panny Marie v Mnichovicích.

## Bošilecká Madona
Součástí inventáře kostela byla také socha Bošilecké Madony, pocházející ze 16. století. Farnost sochu v roce 1926 prodala Ředitelství státní sbírky starého umění. Obnos, utržený za sochu, byl tehdejším bošileckým farářem Janem Šimánkem věnován na zakoupení kostelního zvonu. Socha Bošilecké Madony se z této sbírky později ztratila a je považována za nezvěstnou.

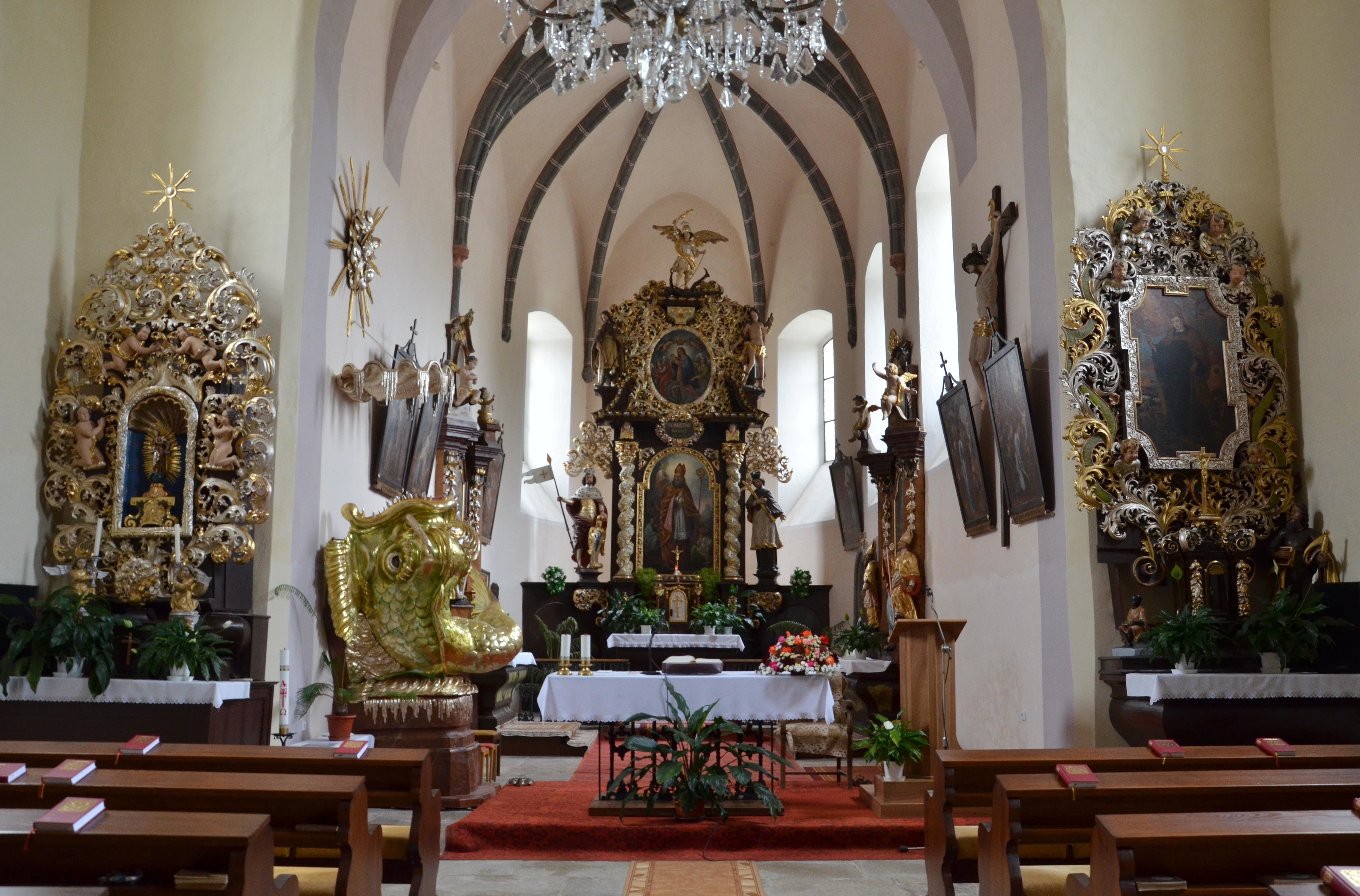
Interiér kostela
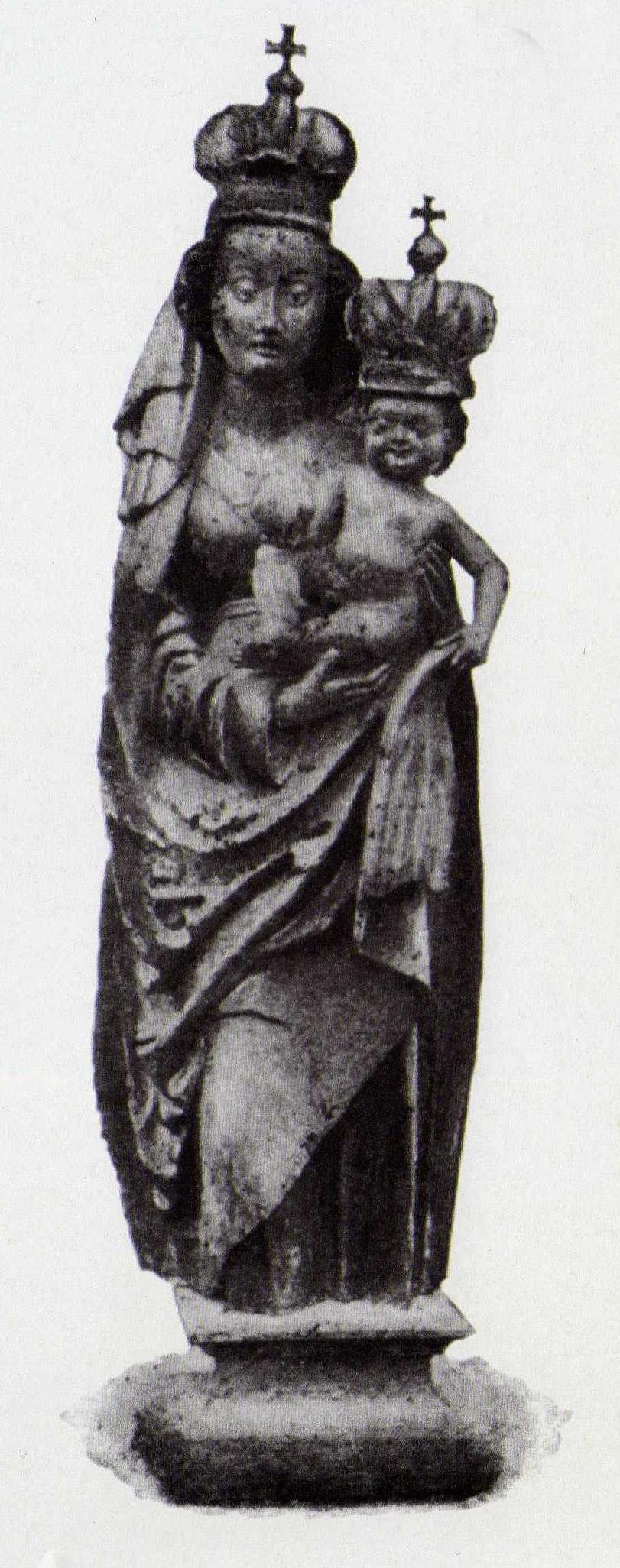
Bošilecká Madona